# Álomcsapda (regény)
Az Álomcsapda (Dreamcatcher) Stephen King amerikai író 2001-ben megjelent regénye. Magyarul először az Európa Könyvkiadónál jelent meg a regény, Bihari György fordításában, 2001-ben.

## Cselekmény
|  | Alább a cselekmény részletei következnek! |

Az Álomcsapda négy gyermekkori barát története, akik rendszeresen járnak vadászni a maine-i erdőségbe. Az egyik ilyen vadászatuk során földönkívüliek érnek földet a környéken, akik egyrészt valamiféle furcsa fertőzést terjesztenek az ott lakók között, másrészt valamilyen oknál fogva megtámadják a tudatukat is.
A barátok azt tapasztalják, hogy ők másként reagálnak a fertőzésre, mint az emberek többsége, és kis idő elteltével arra a következtetésre jutnak, hogy ez gyermekkorukkal magyarázható, amikor is barátságot kötöttek egy szellemileg visszamaradott, ám különleges képességekkel rendelkező kisfiúval, Duddits-szal, és ez a jelek szerint kihat mostani életükre is. Így aztán útra kelnek, hogy megtalálják az azóta felnőtté vált fiút, és a segítségét kérjék.
|  | Itt a vége a cselekmény részletezésének! |

## Magyarul
- Álomcsapda; ford. Bihari György; Európa, Bp., 2002

## Érdekességek
A regény a Stephen Kinget ért súlyos balesetet követő lábadozás idején, súlyos fájdalmak közepette született. Első változatát az író kézzel írta meg mintegy fél év alatt. Eredetileg a Cancer (magyarul: Rák) címet szánta a műnek, amelyet azonban felesége kérésére megváltoztatott, mert Tabitha úgy érezte, hogy a cím balszerencsét jelenthet rájuk nézve.